# John Henry Anketell
John Henry Anketell (* 8. März 1835 in New Haven; † 9. März 1905 in Burlington) war ein US-amerikanischer Pfarrer, Kirchengründer und Kirchenlieddichter.

## Leben
Anketell wurde auf dem Campus der Yale University geboren. Er besuchte das Yale College in New Haven und studierte an der Friedrichs-Universität Halle Evangelische Theologie. 1858 wurde er im Corps Teutonia Halle recipiert. Er schloss seine Ausbildung am Andover Theological Seminary in Andover (Massachusetts) ab. 1859 wurde er durch John Williams (1817–1899), den Bischof von Connecticut, zum Diakon und 1860 zum Priester der Episkopalkirche der Vereinigten Staaten von Amerika ordiniert. In den folgenden Jahren war er Pfarrer von Gemeinden in Connecticut und New York. 1869 gründete er in Dresden die American Church of St John.
Anfang der 1870er Jahre wurde er Professor für hebräische und griechische Exegese an der Seabury Divinity School, einem Seminar der Episkopalkirche in Faribault, Minnesota (später Seabury-Western Theological Seminary). Ab 1878 war er wieder im Pfarrdienst und betreute verschiedene Gemeinden in New York und Vermont. Zuletzt war er ab 1903 Pfarrer von Christ Church in Burlington, Otsego County (New York). Er starb am Tag nach seinem 70. Geburtstag und wurde auf dem Grove Street Cemetery seiner Heimatstadt beigesetzt.
Anketell übersetzte 120 Kirchenlieder aus dem Deutschen, Griechischen, Lateinischen, Hebräischen, Französischen, Spanischen, Dänischen, Italienischen und Syrischen. Ab 1876 erschienen sie in der New York Church Review und in anderen Zeitschriften. 1889 veröffentlichte er einen Band mit 65 Originaltexten zu bekannten Kirchenliedmelodien und einigen Eigenkompositionen für alle Sonn- und Festtage im Kirchenjahr. Daneben schrieb er auch Gesänge und Gedichte zu nationalen Anlässen, so 1885 einen Gesang zur Inauguration von Präsident Grover Cleveland. Anketell galt als Experte auf dem Gebiet der Liturgie; er war Mitherausgeber des Christian Year Calendar.

## Werke
- Gospel and Epistle Hymns for the Christian Year. Church Record Company, New York 1889 (Digitalisat)